# C.Y. Frostholm
Christian Yde Frostholm (født 1963) er en dansk forfatter og billedkunstner, uddannet fra Forfatterskolen 1989. Frostholm sad i redaktionen for litteratur- og kunstwebsitet Afsnit P 1999-2009. Han har oversat romaner og faglitteratur. I årene 2005-09 skrev han for Weekendavisen.
Frostholm har adskillige gange fået Statens Kunstfonds arbejdslegater og rejselegater og modtog i 1991 det treårige arbejdslegat. Han har desuden modtaget Bisballeprisen og Peder Jensen Kjærgaard og Hustrus Legat.
Paris en brugsanvisning (2013) blev nomineret til Bukdahls Bet og Montanas Litteraturpris. Træmuseet (2018) modtog Kritikerprisen og var nomineret til Politikens Litteraturpris. I 2021 modtog C. Y. Frostholm Otto Gelsted-prisen for sit kunstneriske virke, der blev karakteriseret af Thomas Boberg, "som et kæmpestort fortællende poetisk essay, der stadig er undervejs".

## Udgivelser
- Før skrænten af sommeren, Brage, 1985 (Digte)
- Virvaret – en slags orkester, Borgen, 1986 (Digte)
- Farverne brænder, Borgen, 1987 (Digte)
- Det elektriske græs, Borgen, 1988 (Prosa)
- fuldendelsesfuglene, Borgen, 1990 (Digte)
- Det uvisse, Borgen, 1992 (Roman)
- Nature morte, Borgen, 1993 (Prosadigte)
- Fjernforbindelser, Borgen, 1997 (Digte)
- Mellem stationerne, Borgen, 2000 (Digte)
- Afrevne ord, Borgen/Afsnit P, 2004 (Digte)
- Ofte stillede spørgsmål, Afsnit P, 2008 (Digte)
- Selvportræt med dyr, Gyldendal, 2011 (Roman)
- Things left behind, Random Gardens, 2012 (Fotografier)
- Paris en brugsanvisning, * [asterisk], 2013 (Optegnelser)
- Det værste der kunne ske, Random Gardens, 2018 (Prosa)
- Træmuseet, forlaget politisk revy, 2018 (Essayfortælling)
- Laurbærdialogerne, Random Gardens, 2021 (Prosa)
- Til den ven jeg aldrig har kendt, Tredje september, 2023 (Roman)